# Az utolsó cserkész
Az utolsó cserkész (The Last Boy Scout) egy 1991-es amerikai akciófilm, főszereplői Bruce Willis, egy volt titkosügynök szerepében – aki most magándetektívként tevékenykedik – és Damon Wayans, aki egy visszavonult profi futballjátékost alakít; ketten együtt próbálják megakadályozni egy korrupt amerikai szenátor meggyilkolását. A Warner Bros. égisze alatt készült film producere Joel Silver, rendezője Tony Scott.

## Szereposztás
| Szereplő                 | Színész          | Magyar hang        | Magyar hang             |
| Szereplő                 | Színész          | 1. szinkron (1992) | 2. szinkron (2000-2005) |
| ------------------------ | ---------------- | ------------------ | ----------------------- |
| Joseph "Joe" Hallenbeck  | Bruce Willis     | Sörös Sándor       | Dörner György           |
| James "Jim"/"Jimmy" Dix  | Damon Wayans     | Vitay András       | Kálid Artúr             |
| Sarah Hallenbeck         | Chelsea Field    | Szerencsi Éva      | Pápai Erika             |
| Sheldon "Shelly" Marcone | Noble Willingham | Bodor Tibor        | Kránitz Lajos           |
| Milo                     | Taylor Negron    | Varga Tamás        | Bede-Fazekas Szabolcs   |
| Darian Hallenbeck        | Danielle Harris  | Somlai Edina       | Csifó Dorina            |
| Cory                     | Halle Berry      | Kökényessy Ági     | Oroszlán Szonja         |
| Mike Matthews            | Bruce McGil      | Melis Gábor        | Pálfai Péter            |
| Chet                     | Kim Coates       | Imre István        | Sztarenki Pál           |
| Calvin Baynard szenátor  | Chelcie Ross     | Balázsi Gyula      | Kovács István           |
| Benjamin Bessalo hadnagy | Joe Santos       | Gruber Hugó        | Maros Gábor             |
| McCoskey                 | Clarence Felder  | Barbinek Péter     | Uri István              |
| Big Ray Walston          | Tony Longo       | Faragó József      | Faragó András           |
| Verne Lundquist          | Verne Lundquist  | Kardos Gábor       | Láng József             |
| Dick Butkus              | Dick Butkus      | Antal László       | Kardos Gábor            |
| Rendőr a parkolóházban   | James Keane      | Antal László       | Szinovál Gyula          |
| Gengszter Cory házánál   | Jack Kehler      | Faragó József      | Balázsi Gyula           |

## Történet
Joe Hallenbeck magánnyomozó és az Egyesült Államok titkosszolgálatának visszavonult ügynöke felfedezi, hogy felesége megcsalja a legjobb barátjával és alkalmi üzlettársával, Mike Matthews-zal. Még azon a reggelen Matthews meghal egy rejtélyes autórobbanásban, miután tájékoztatja Joe-t új megbízásáról: egy Cory nevű sztriptíztáncosnő testőréül kell szegődnie. Joe azonnal összeütközésbe kerül Cory féltékeny barátjával, a nemrégiben visszavonult futballsztárral, Jim Dixszel. Mikor orgyilkosok támadnak Joe-ra, és Jimmy szeme előtt megölik Coryt, a két férfi együttes erővel fog neki a nyomozásnak.
Rövidesen kiderül, az eseményeknek közük van mind Jimmy, mind Joe múltjához. Fény derül rá, hogy Jimmy sportsérülése miatt fájdalomcsillapító-függő lett, s emellett bizonyos illegális fogadások adóssága is közrejátszott karrierje végében. Joe korábban a titkosszolgálat megbecsült ügynöke volt – egy alkalommal még Jimmy Carter elnök életét is megmentette -, mielőtt pályafutásának befellegzett azzal, hogy arcon ütött egy feljebbvalót, miután ráébredt, hogy a korrupt Calvin Baynard szenátor fizikai visszaélést követett el egyik egyéjszakás kalandja során.
Jimmy és Joe rövidesen rájön, hogy Cory birtokában volt a bizonyíték arra, hogy Baynard szenátor részese egy összeesküvésnek, ami a sportfogadások legalizálására irányul, azonban a többi érintett inkább a szenátor meggyilkolása mellett döntött, mint hogy tovább folytassák a megvesztegetését. Jimmy és Joe mindent megpróbál, hogy megakadályozzák a bűncselekményt.

## Háttér
Shane Black volt az első forgatókönyvíró, aki egymillió dollárért értékesítette szövegkönyvét. Az eredeti azonban jócskán eltér a kész filmtől. Az utolsó harmad teljességében a vízen játszódik. Hallenbeck indulata Baynard szenátor felé szintén egészen különbözik a végső változattól. Ezen változatban Hallenbeck a Baynard családnál dolgozik biztonsági emberként, mikor Louis Baynard, Baynard elnök fia megöl egy anyát és gyermekét ittas vezetése következtében. Mikor Joe visszautasítja a falazást, fél kiló kokaint helyeznek el a házában. Louis Baynard szintén gonosztevő szerepét tölti be, s apjával együtt meghal a film végén. A film, amit Joe lánya néz a tévében, a Halálos fegyver, szintén Shane Black tollából való.
Michael Kamen ki nem állhatta a filmet, mikor először látta. Csupán Joel Silverrel és Bruce Willisszel való személyes barátsága miatt vállalta el a filmzene megalkotását.

### Nyelvezet
Bemutatója idején Az utolsó cserkész bekerült azon mainstream filmek közé, melyek a „fuck” (baszd meg és más formái) szó sokszori elhangzásával kitűntek társaik közül. Ezen szó, akár igeként vagy melléknévi igenévként, 102 alkalommal hangzik el a film során. A korhatárát a Motion Picture Association of America „R” (17 év alatt szülői kísérettel) minősítéssel határozta meg, a United States Conference of Catholic Bishops' Office for Film and Broadcasting pedig „O”, azaz „morálisan offenzív” kategóriába sorolta, aminek egyértelmű oka a verbális közönségesség példa nélküli mennyiségben való előfordulása – és az emellett megemlítendő számottevő szexuális és erőszakos tartalom is. Ma már nem olyan meglepő, hogy számos film messze túlszárnyalta ezt az akkor kirívónak számító példát, pl. az 1997-es Éhkoppon című brit film 470 alkalommal vulgarizál 128 perce alatt, s ez csupán a tárgyalt szó gyakorisága a továbbiak mellett.

## Fogadtatás
A film baljós, lehangoló tónusa és kiugró erőszakossága taszítónak bizonyult a mozilátogatók számára a bemutatókor, 1991 karácsonyán, azonban a közepes kezdést követően végül zajosabb sikerré lépett elő, különösen Bruce Willis előző filmjéhez, a Hudson Hawkhoz viszonyítva.

## Magyar szinkron
Az első magyar nyelvű szinkron egyes elemei a hazai környezetre adaptáltak, azonban így is közelebb állnak az eredeti, több mint 102 trágár vagy szitkozódó szót tartalmazó eredeti nyelvű változathoz, mint a második szinkron. Az első  változat szövegkönyvét a 2016-ban elhunyt legendás szinkronrendező, dramaturg és műfordító Csörögi István írta és a szinkront a minőségi munkáiról ismert Dezsőffy Rajz Katalin rendezte.
Az első magyar szinkronban tele van mára klasszikussá vált szófordulatokkal, utalásokkal és kifejezésekkel, melyek alapján egy-egy mondat alapján beazonosítható a film. Ezek nagy számban tartalmazza van a már idézett eredetileg "fuck" kifejezés valamilyen formáját.
- Joe Hallenbeck: "Fej vagy gyomor?" Mike Matthews: "Mióta vagyunk haverok?" Joe Hallenbeck: "Csak voltunk, amíg meg nem kefélted. Fej vagy gyomor?"
- Nehézfiú (pisztollyal): "Na mozgás befelé öreg! Most meg kell halnod. Rosszkor voltál, rossz helyen. Amúgy meg semmi bajom ám veled." Joe Hallenbeck: "Azt te csak hiszed. Megdugtam a feleséged!" Nehézfiú (pisztollyal): "Valóban? És honnan tudod, hogy a feleségem volt?" Joe Hallenbeck: "Ő mondta, hogy a férje egy strici tetű, kalapban!" Nehézfiú (pisztollyal): Szóval akkor fejbe, vagy hasba szeretnéd? Joe Hallenbeck: "A feleséged is ezt kérdezte!"
- Joe Hallenbeck: "Kérdezd meg, hogy milyen kövér!" Nehézfiú (pisztollyal): "Jó b*zd meg. Milyen kövér?" Joe Hallenbeck: "Olyan kövér, hogy lisztbe kellett forgatnom, hogy megtaláljam a lukát."
- Focista: "Nem szopik a liba!!!" Jim' Dix: "Nem is jó az éhgyomorra!"
- Joe Hallenbeck: "Sajnos kiesett a cigim. Adnál egy másikat? Chet: Mi az hogy? Joe Hallenbeck: "Tüzet is kérek. Ha hozzám érsz megöllek.."
- Jim' Dix: "Miért, mi az haver, te talán nem hiszel a szerelemben?" Joe Hallenbeck: "Dehogynem, hiszek... meg a rákban is."
- Joe Hallenbeck: "Csúfolják még a fiúk a fogszabályzó miatt?" Sarah Hallenbeck: "De még hogy! Vasfogú banyának hívják a dögök!" Joe Hallenbeck: "Néhány év múlva meg kefélgetnék."
- Jim' Dix: "Ha kívánja hadnagy úr, a süketek kedvéért megismétlem."
- Jim' Dix: "Ha ez a Mike tudta, hogy veszélyes meló, miért nem szólt, amikor átadta neked?" Joe Hallenbeck: "A feleségemet kúrogatta. Ha meghalok, övé az asszony."
- Jim' Dix: "Pedig én tudom, hogy hol a tartalékkulcs." Joe Hallenbeck: "Nekem nem kellenek kulcsok." Jim' Dix: "Hát jó, gondolom akkor a riasztó sem érdekel. Marha komoly, én tettem be. Biztos hogy tudod, hogyan kell cirkumveniálni." Joe Hallenbeck: "Cirkumveniálni?" Jim' Dix: "Nekem van szókincsem. Miért te nem szoktál olvasni?" Joe Hallenbeck: "De, most fizettem elő a popómagazinra."
- Jim' Dix: "És hol az a haverod?" Joe Hallenbeck: "Meghalt." Jim' Dix: "Sajnálattal hallom." Joe Hallenbeck: "Tetű alak volt."
- Nehézfiú: "Tehát ennek a karja ér egy milliót mi? Pedig nem úgy fest." Jim' Dix: "Hát én sem tudom, hogy melyikőtök hasonlít legjobban a tökömre, ha akartok valamit nyögjétek ki vagy menjetek a francba!"
- Jim' Dix: "Nem, itt vannak a Bécsi Filharmonikusok is. Ebben a bandában mindenki hülye?" Joe Hallenbeck: "Csak te kölyök"
- Sarah Hallenbeck: A fenébe is... Hát nem mondasz semmit? Joe Hallenbeck: "Most mit mondjak neked? Azt, hogy rohadj meg?" Sarah Hallenbeck: "Azt! Vagy mást... Ami éppen eszedbe jut! Mondd azt, hogy hazudós kurva vagyok, hogy legszívesebben leköpnélek, ha nem volnának itt a zsaruk!" Joe Hallenbeck: "Akarod, hogy leköpjelek?" Sarah Hallenbeck: "Látnám, hogy van még benned büszkeség!" Joe Hallenbeck: "Nincs elég turhám"
- Jim' Dix: "Meg akarod menteni azt, aki tönkretette az életedet és megbosszulod azt a palit, aki dugta a feleségedet." ...

A második, a szintén méltán híres Aprics László által rendezett RTL Klub megrendelésére készített szinkron már nyomokban sem tartalmazza az első szinkron eredetiségét, nyers, de kifejezetten szerethető, idézhető fordulatait. Ugyan e szinkronban már Dörner György lett Bruce Willis szinkronhangja, a szakma és a közönség egyértelműen az első Sörös Sándor féle Joe Hallenbeck-et szerette meg.